# Arbeitsdienst-Erinnerungszeichen (Freistaat Anhalt)
Das Arbeitsdienst-Erinnerungsabzeichen wurde am 30. September 1933 vom Anhaltischen Staatsministerium in drei Stufen (Gold, Silber und Bronze) gestiftet.
Es konnte an Personen verliehen werden, die dem Anhaltischen staatlichen männlichen Arbeitsdienst mindestens 20 Wochen angehörten und sich während dieser Zeit gut geführt oder die beim Aufbau des staatlichen Arbeitsdienstes maßgeblich mitgearbeitet und sich dadurch besondere Verdienste um ihn erworben hatten.
Das Abzeichen ist in Form eines auf der Spitze stehenden Hakenkreuzes. Mittig ein Medaillon mit dem drei Buchstaben AAD (Anhaltischer Arbeitsdienst). Das mittlere A ist etwas höher gestellt und liegt zur Hälfte über dem ersten A und dem D.
Das Erinnerungszeichen wurde als Steckkreuz auf der linken Brust getragen.
Nach dem Gesetz über Titel, Orden und Ehrenzeichen aus dem Jahre 1957 darf die Auszeichnung in keiner Form mehr getragen werden.